# ドースト・アリー・ハーン
ドースト・アリー・ハーン（Dost Ali Khan, 生年不詳 - 1740年5月20日）は、南インドのカルナータカ太守（在位：1732年 - 1740年）。

## 生涯
1713年、カルナータカ太守サアーダトゥッラー・ハーンはムガル帝国から独立したのち、兄グラーム・アリー・ハーンの息子ドースト・アリー・ハーンを帝国の正式認可なく後継者とした。
1732年、サアーダトゥッラー・ハーンが死亡したことにより、ドースト・アリー・ハーンが太守位を継承した。
カルナータカ太守は南インドに広大な領土を領有したため、マイソール王国、タンジャーヴール・マラーター王国、マドゥライ・ナーヤカ朝をはじめとする諸勢力と争った。
ドースト・アリー・ハーンの治世、イギリスやフランス、オランダ勢力が南インド各地に拠点を築いて貿易活動を展開していたが、彼はそれを認めるなど、非常に寛容な態度をとった。
1736年、ドースト・アリー・ハーンの娘婿であるチャンダー・サーヒブはマドゥライ・ナーヤカ朝を滅ぼし、版図の拡大に成功した。さらには、チャンダー・サーヒブはこの勝利に乗じて、タンジャーヴール・マラーター王国の領土にさえ攻め入った。
だが、これにより、タンジャーヴール･マラーター王国は首都タンジャーヴールを危うくされ、1740年4月にナーグプルのラグージー・ボーンスレーの遠征軍が攻め入った。 
同年5月20日、カルナータカ太守は応戦したが敗北し（ダーマルチェルヴの戦い）、ドースト・アリー・ハーンは殺害され、アルコットは落とされて占領された
。